# Micromastie
Micromastie, ook wel hypoplasie van de borstklieren, is de medische term die de onderontwikkeling van een of twee van een vrouws borsten beschrijft. Hoewel het niet mogelijk is om een definitie van 'normale' borstgrootte te geven, zijn de borsten vaak erg klein en asymmetrisch. Er is sprake van een- of tweezijdige hypoplasie.

## Oorzaken

### Aangeboren
Micromastie kan veroorzaakt worden of samengaan met andere afwijkingen. Mogelijke aangeboren oorzaken zijn het polandsyndroom, het adrenogenitaal syndroom en het syndroom van Turner.

### Later verworven
Het bestralen van de borsten in de kindertijd kan leiden tot micromastie. Het verwijderen van de borstknoppen in een prepuberaal meisje kan ook een oorzaak zijn.